# 千葉県道284号鶴舞牛久線
千葉県道284号鶴舞牛久線（ちばけんどう284ごう つるまいうしくせん）は、千葉県市原市鶴舞から市原市牛久に至る一般県道である。

## 路線データ

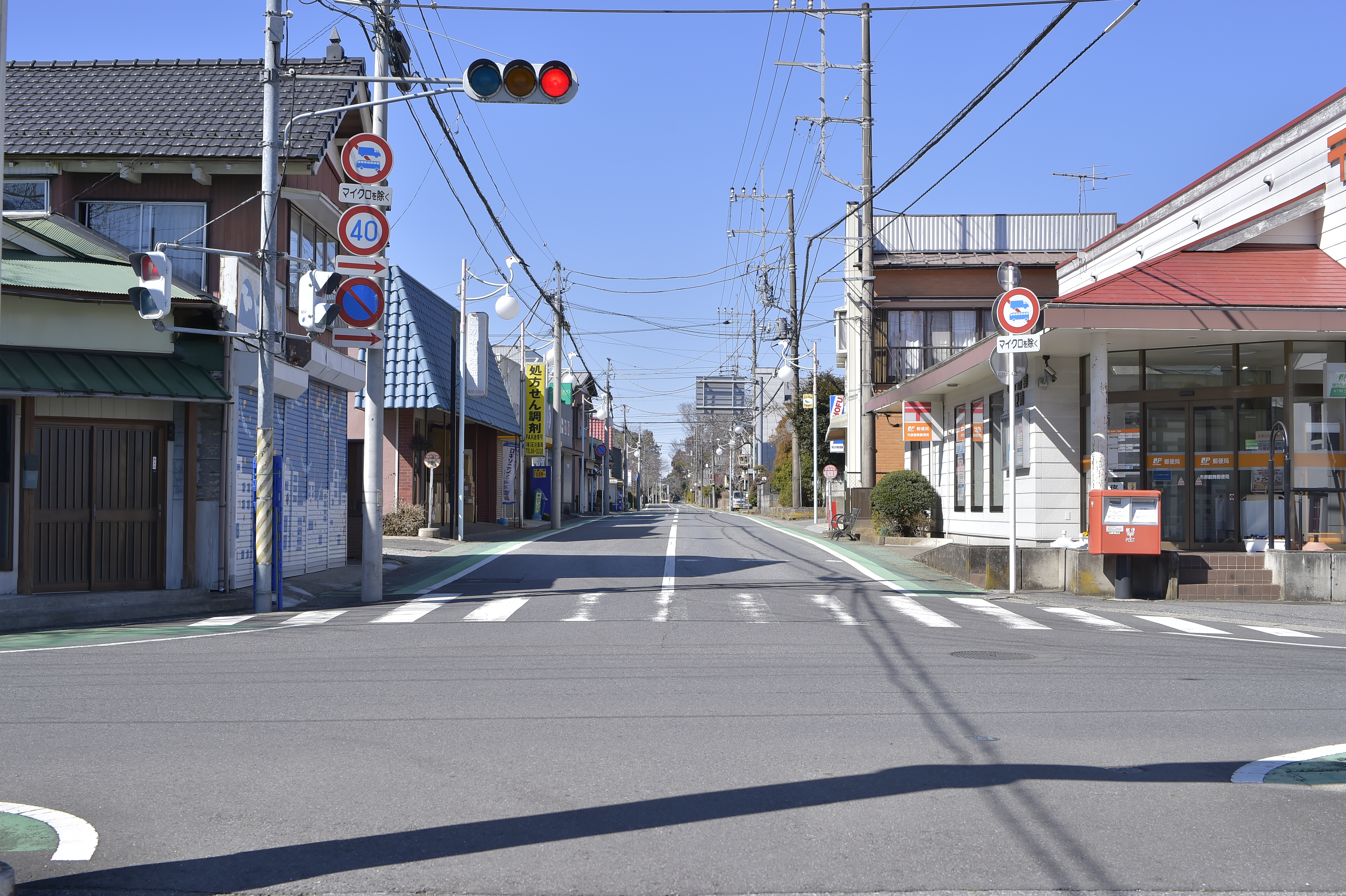
千葉県道284号鶴舞牛久線の起点「鶴舞交差点」。奥に伸びる道路は千葉県道284号鶴舞牛久線。（市原市鶴舞：2023年2月）

- 起点：市原市鶴舞[1]（鶴舞交差点、千葉県道171号加茂長南線交点）
- 終点：市原市牛久[1]（信号無交差点、国道409号・千葉県道81号市原天津小湊線交点）
- 総延長：4.472 km（市原土木事務所管内：4.472 km）
- 重用延長：なし（市原土木事務所管内：0.0 km）
- 実延長：4.472 km（市原土木事務所管内：4.472 km[1]）

## 地理

### 通過する自治体
- 千葉県
  - 市原市

### 交差する道路
- 千葉県道171号加茂長南線 - 市原市鶴舞（鶴舞交差点、起点）
- 国道297号 - 市原市牛久（信号交差点）
- 国道409号・千葉県道81号市原天津小湊線 - 市原市牛久（信号無交差点、終点）

### 沿線
- 鶴舞郵便局（市原市鶴舞）
- 千葉県立鶴舞桜が丘高等学校跡（市原市鶴舞）
- 市原市立鶴舞小学校（市原市鶴舞）
- 市原市立南総中学校（市原市江子田）